# Der Beste
Der Beste ist ein deutscher Kurzfilm von Arne Jysch und Rasmus Borowski aus dem Jahr 2004. 

## Handlung
Eine geheimnisvolle Frau lockt Harry für einen Job in ihr Schloss. Er soll ihr das Bild eines nackten Mannes zeichnen. Er macht den Job, bekommt seine Belohnung in Form eines Päckchens und geht. Dann denkt er an den Hut, den er vergessen hat und geht zurück, um ihn zu holen. Als er das Schloss betritt, sieht er seine Auftraggeberin mit der soeben von ihm gezeichneten Comicfigur in einer leidenschaftlichen Szene. Beide sind nun Zeichentrickfiguren.

## DVD-Veröffentlichung
Der Beste wurde 2006 von 13th Street und Concorde Home Entertainment auf der DVD Shocking Shorts 3 veröffentlicht.

## Auszeichnungen
- 2006: Shocking Shorts Award von NBCUniversal / 13th Street
- 2006: Murnau-Kurzfilmpreis von der Friedrich-Wilhelm-Murnau-Stiftung
- 2006: Best European Short Film von FIKE Film Festival, Évora
- 2006: Audience Award von Lund International Fantastic Film Festival
- 2006: Golden Méliès Nomination von Lund International Fantastic Film Festival
- 2005: Best Independent Shortfilm von Festival of Fantastic Films, Manchester
- 2005: Winner Audience Award von BIFFF Film Festival, Brüssel
- 2005: Prädikat: Besonders Wertvoll von Deutsche Film- und Medienbewertung (FBW)[2]